# Marcel Hartel
Marcel Hartel (Colonia, 19 gennaio 1996) è un calciatore tedesco, centrocampista del St. Louis City.

## Carriera

### Club
Prodotto delle giovanili del Colonia, compie il suo debutto in prima squadra il 20 febbraio 2016 in una sconfitta per 1-0 contro il Borussia Mönchengladbach.

### Nazionale
Ha giocato nella nazionale tedesca Under-21.

## Palmarès

### Club

#### Competizioni nazionali
- Campionato tedesco di seconda divisione: 2

Arminia Bielefeld: 2019-2020
St. Pauli: 2023-2024